# Johan Harmenberg
Johan Georg Harmenberg, född 8 september 1954 i Stockholm, är en svensk värjfäktare. Han är, tillsammans med Rolf Edling, Sveriges mest framgångsrika fäktare genom tiderna och den ende svensk som tagit ett individuellt OS-guld i sporten, i Moskva 1980. Han har också två VM-guld, ett individuellt och ett i lag från Buenos Aires 1977.
Harmenberg fäktades för klubben FFF, med vilken han även vann lag-SM sex gånger mellan 1978 och 1984. Han arbetar numera som läkare.